# 쓰리: 아직 끝나지 않았다
"쓰리: 아직 끝나지 않았다"(카자흐어: Три)는 2020년 공개된 카자흐스탄과 대한민국의 합작 영화이다.

## 출연
- 아스카르 일리아소브 - 셰르 사디코프 역
- 이고리 사보치킨 - 올레그 스네기레프 역
- 사말 예슬랴모바 - 디나 사디코프 역
- 누르잔 사디베코프 - 다니야르 역
- 잔도스 아이바소브 - 알릭 코라자노프 역
- 톨가나이 톨가트 - 알리나 역